# Gorysz alzacki
Gorysz alzacki (Peucedanum alsaticum L.) – gatunek rośliny z rodziny selerowatych. Występuje w Europie Środkowej i Wschodniej (na wschód od Francji), w rejonie Kaukazu, w zachodniej Syberii i Kazachstanie. W Polsce jest gatunkiem rzadkim; rośnie na Wyżynie Lubelskiej i Roztoczu.

## Morfologia

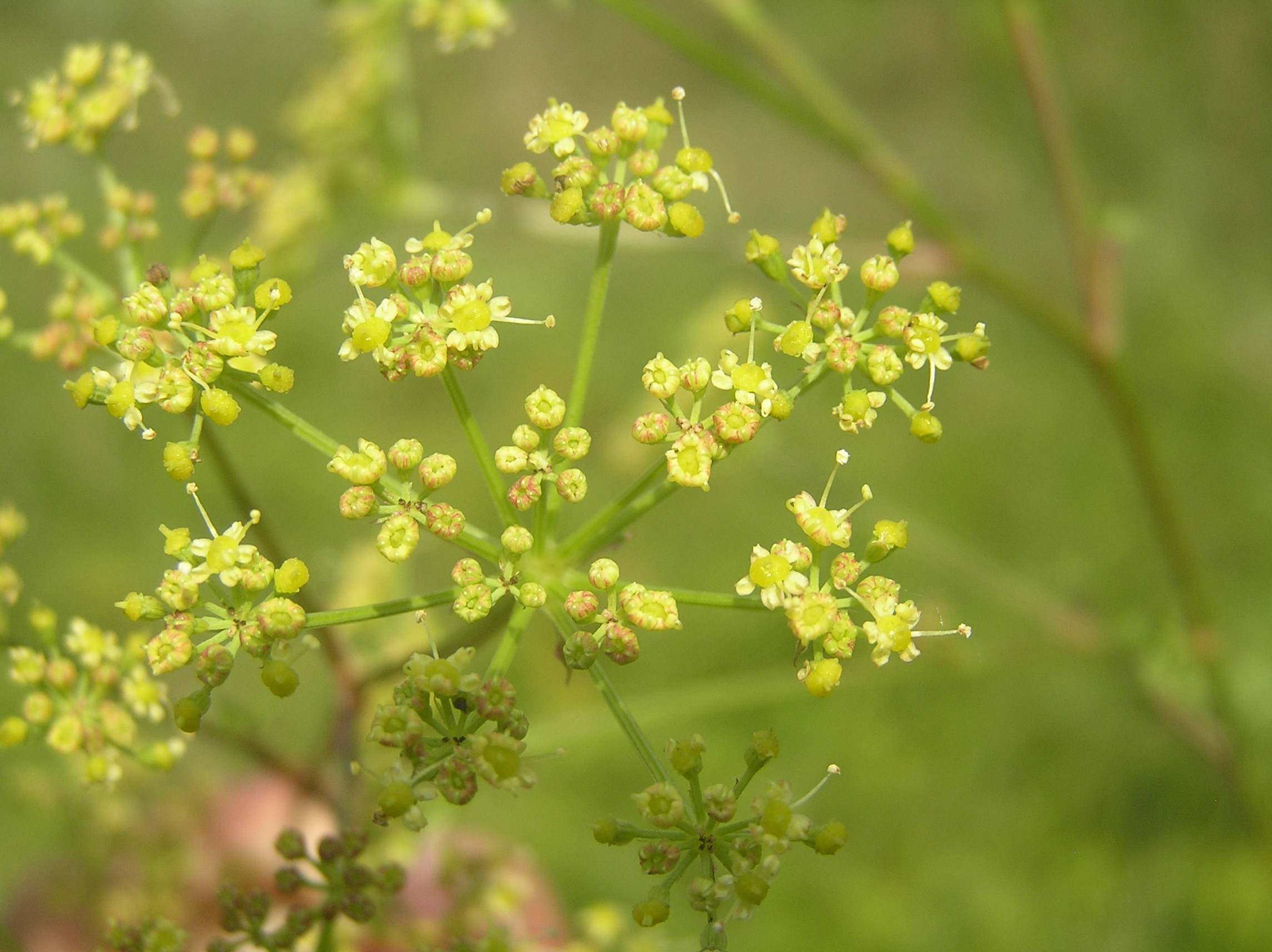
Kwiatostan

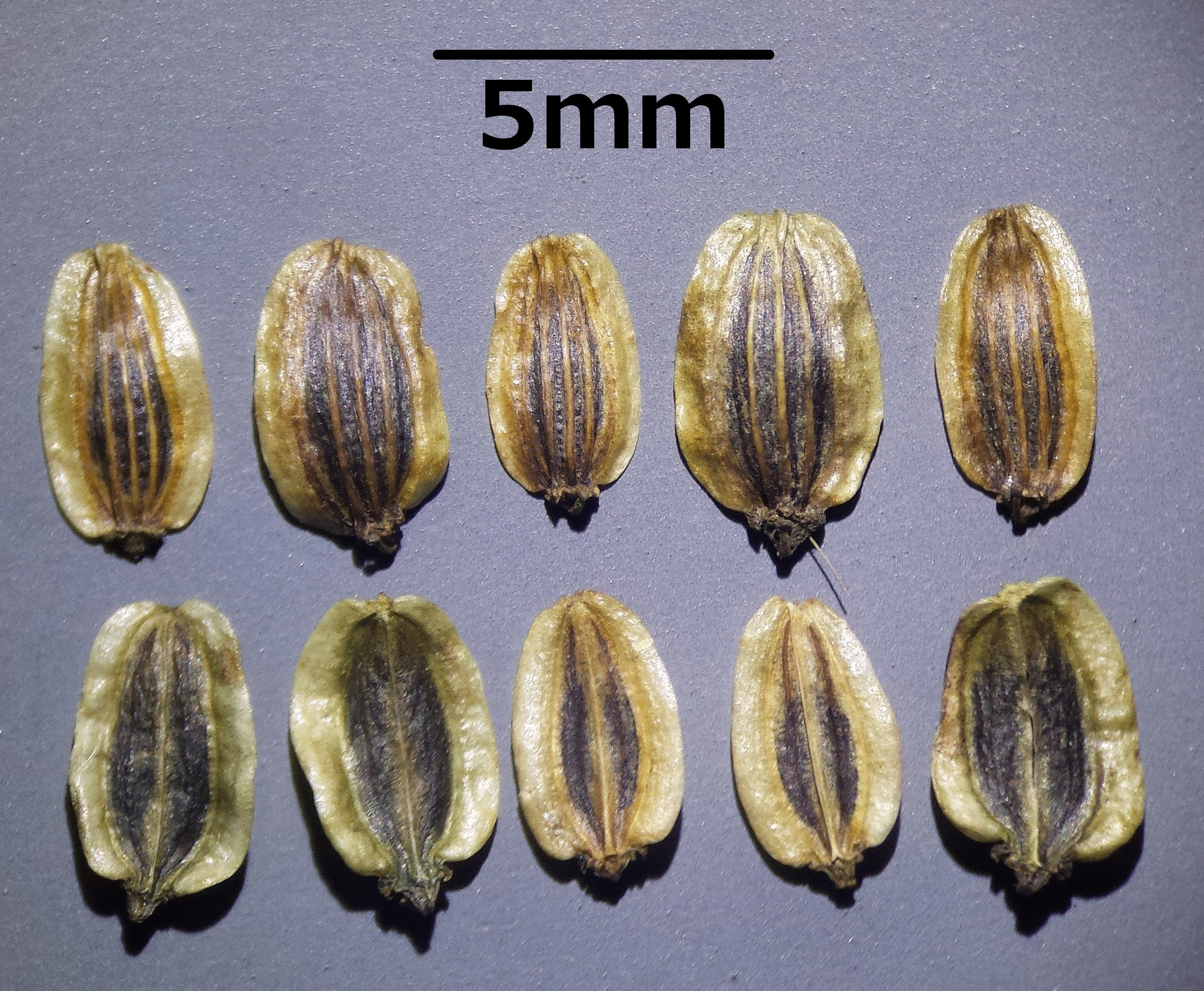
Owoce

PokrójRoślina zielna o nagim pędzie nadziemnym wyrastającym z wrzecionowatego i rozgałęzionego kłącza.
ŁodygaOsiągająca od 30 do 180 cm wysokości, rozgałęziająca się kandelabrowo, pełna. U nasady z tuniką z resztek starych liści. W dolnej części obła, wyżej kreskowana, w górze bruzdowana kanciasto. Często czerwonawo nabiegła.
LiścieDolne długoogonkowe, 2–4-krotnie pierzasto złożone. Odcinki I rzędu osadzone na ogonkach i oddalone od siebie. Odcinki ostatniego rzędu u nasady klinowate, pierzasto nacinane, z łatkami jajowatymi lub węższymi, łatki zakończone ostrzem. Średnie i górne liście mniejsze, osadzone na krótkich i obłonionych pochwach liściowych; ich blaszki są 1–2-krotnie pierzasto złożone.
KwiatySkupione w baldaszki, które zebrane po 10–18 tworzą baldachy złożone. Szypułki są nagie lub nieco szorstkie. Pokrywy i pokrywki są liczne, lancetowate do szczeciniastych; wąsko, biało obrzeżone. Płatki korony żółte, eliptyczne, na szczycie płytko wycięte i z łatką.
OwoceSzeroko eliptyczne rozłupki długości do 4,5 mm i szerokości do 3,5 mm. Spłaszczone, z boków z oskrzydlonymi żebrami, podczas gdy żebra grzbietowe są płasko kanciaste.

## Biologia i ekologia
Bylina, hemikryptofit. Kwitnie w lipcu i sierpniu. Rośnie na suchych zboczach, w świetlistych zaroślach.

## Zagrożenia
Roślina umieszczona na Czerwonej liście roślin i grzybów Polski (2006) w grupie gatunków narażonych na wyginięcie (kategoria zagrożenia V). W wydaniu z 2016 roku otrzymała kategorię EN (zagrożony).